# Palestine Legal
Palestine Legal est un groupe de défense américain qui se consacre à la défense des personnes qui soutiennent les droits des Palestiniens,. Le groupe a son siège à Chicago, dans l'Illinois. Sa fondatrice et directrice est Dima Khalidi, une Palestinienne née à Beyrouth et élevée aux États-Unis,.

## Activités
En 2015, Palestine Legal publie un rapport en collaboration avec le Centre pour les droits constitutionnels (en) sur ce que les deux organisations ont qualifié d'« exception palestinienne à la liberté d'expression »,. Au cours des quatre premiers mois de 2015, l'organisation a déclaré avoir répondu à 102 demandes d'aide juridique émanant d'étudiants et de professeurs d'université, la plupart d'entre elles concernant des accusations de soutien au terrorisme et d'antisémitisme
En 2019, les avocats de Palestine Legal ont déclaré avoir répondu à plus de 180 tentatives visant à réprimer la liberté d'expression d'étudiants et d'universitaires soutenant les droits des Palestiniens.
En mai 2021, l'organisation Truthout (en) rapporte que Palestine Legal suit depuis 2014 les projets de loi susceptibles de nuire à la défense des droits des Palestiniens.